# 麦蛾
麦蛾（Sitotroga grainella）是屬於旋蛾科的一種昆蟲。它常見於印度、中國、南非、印度尼西亚、马来西亚、日本、埃及和奈及利亞的温带或热带气候地區，其原产地目前还不清楚。麦蛾是田间和储存的粮食中的害虫，因为它们會钻进農作物或粮食的谷粒内，這樣糧食等便無法被人們食用。麦蛾的成蟲像大多数的蛾一样，它们有4个翅膀，6条腿，